# Jarosławsko

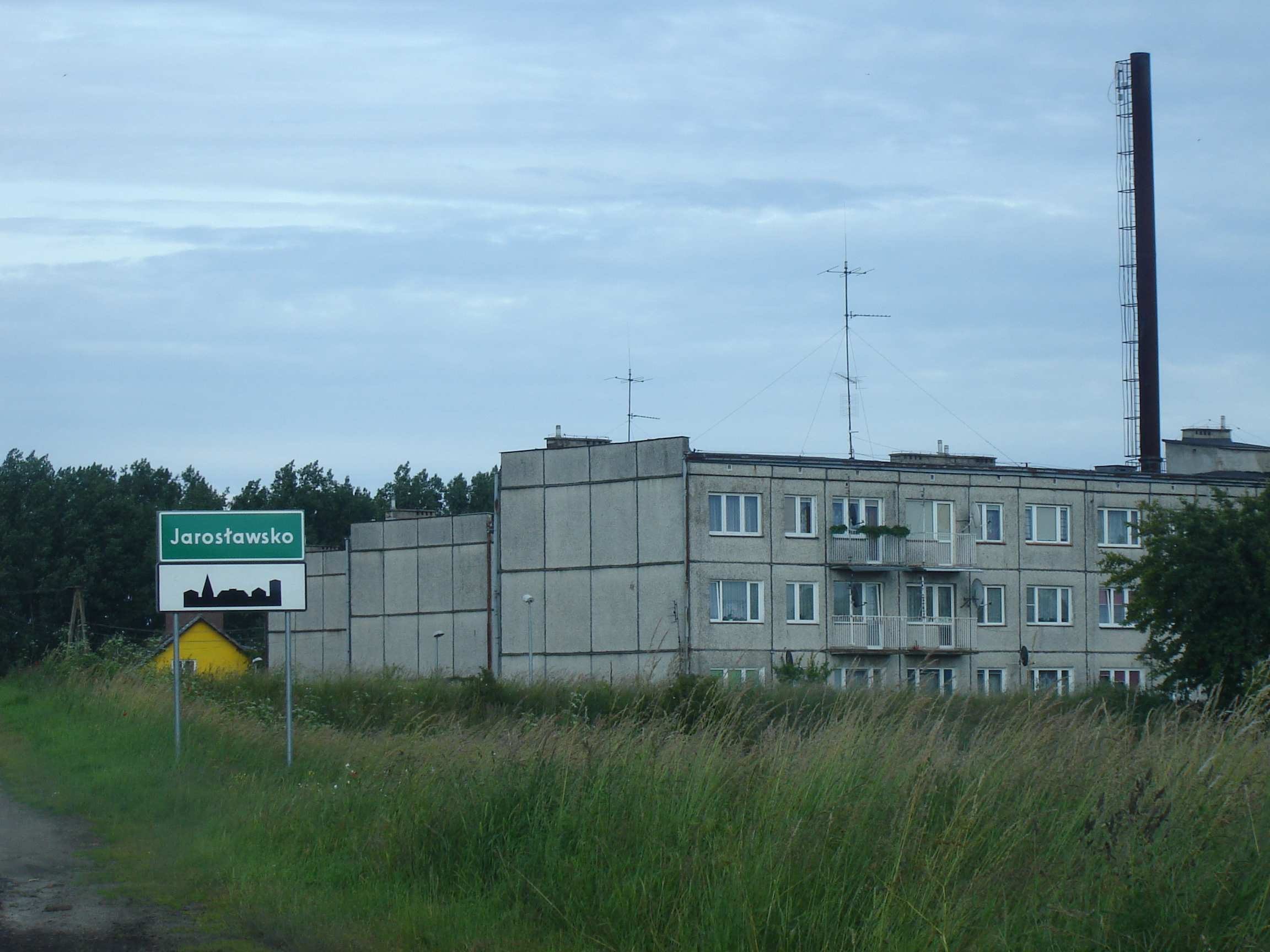
Droga wjazdowa do wsi Jarosławsko

Jarosławsko (niem. Gerzlow) – wieś sołecka w Polsce położona w województwie zachodniopomorskim, w powiecie choszczeńskim, w gminie Pełczyce. W latach 1975–1998 miejscowość administracyjnie należała do województwa gorzowskiego. W roku 2007 wieś liczyła 556 mieszkańców. Największa wieś w gminie oraz najbardziej na wschód położona miejscowość gminy.

## Geografia
Wieś leży ok. 6,5 km na południowy wschód od Pełczyc. 

## Historia
Wieś wymieniona w roku 1337. w wieku XIV wchodziła przypuszczalnie w skład dóbr pełczyckich. W 1479 r. - w wyniku wojny brandenbursko-pomorskiej - Jarosławsko zostało całkowicie zniszczone. W XVI wieku wieś, będąca lennem rodu von Wedel, leżała w granicach Pomorza, zaś od 1816 r. - w granicach Brandenburgii. Rodzina von Wedel posiadała tutejszy majątek aż do roku 1945. W końcu XVIII wieku we wsi znajdowało się 10 gospodarstw chłopskich, 6 zagrodniczych oraz karczma, łącznie zamieszkiwało tu ok. 50 rodzin. W połowie XIX wieku majątek Wedlów wynosił 1260 ha, w 1914 natomiast 955 ha. W 1845 r. wybudowano dwór, w tym też czasie założono park oraz powstało główne założenie folwarczne w obecnym kształcie. Na przełomie lat 50. / 60. XIX wieku wybudowano mniejszy folwark w pobliżu kościoła oraz założono drugi cmentarz. W 1925 r. Jarosławsko liczyło 569 mieszkańców, była to duża wieś, w której części dworska i chłopska pozostawały w równowadze. W okresie II wojny światowej w Jarosławsku znajdował się podobóz jeniecki, pracowali także przymusowi robotnicy z Polski. Po 1945 r. na terenie folwarku utworzono Państwowe Gospodarstwo Rolne.

## Zabytki
Do wojewódzkiego rejestru zabytków wpisane są:
- park dworski z około 1845 r., pozostałość po dworze
- ogrodzenie z bramą

inne zabytki:
- kościół filialny pw. św. Kazimierza, rzymskokatolicki należący do parafii pw. św. Antoniego Padewskiego w Będargowie, dekanatu Barlinek, archidiecezji szczecińsko-kamieńskiej, metropolii szczecińsko-kamieńskiej.

## Kultura i sport
We wsi znajduje się Klub Sportowy "Pomorzanka" Jarosławsko, filia biblioteki publicznej w Pełczycach, w której można skorzystać z Internetu, na trzech stanowiskach komputerowych. Do dyspozycji młodzieży są w godzinach otwarcia biblioteki dwa stoły do tenisa stołowego.